# Gianuariô
Thánh Gianuariô, còn gọi với tên thường được thấy trong các tài liệu là Thánh Januarius (tiếng Latin: Ianuarius; tiếng Ý: Gennaro), còn được gọi là Januarius I của Benevento, là Giám mục của Benevento và là một vị tử đạo và Hiển thánh của Giáo hội Công giáo Rôma và các Giáo hội Chính thống giáo Đông phương. Mặc dù không có nguồn tin đương thời nào về cuộc sống của ông được bảo tồn cho đến nay, nhưng các nguồn tin và truyền thuyết sau đó cho rằng ông đã bị giết trong cuộc Đại khủng bố, kết thúc bằng sự thoái vị của Diocletianus vào năm 305.
Januarius là vị thánh bảo trợ của thành phố Naples, nơi các tín đồ tập trung ba lần một năm tại Nhà thờ chính tòa Naples để chứng kiến sự hóa lỏng của thứ được cho là mẫu máu của ông được giữ trong một ống thủy tinh được bịt kín.

## Cuộc đời
Người ta biết rất ít về cuộc đời của Januarius, và những gì tiếp theo chủ yếu bắt nguồn từ các nguồn của Kitô giáo sau này, như Acta Bononensia (BHL 4132, không sớm hơn thế kỷ thứ 6) và Acta  Vaticana (BHL 4115, thế kỷ 9), và từ truyền thống dân gian phát triển sau này.

### Huyền thoại

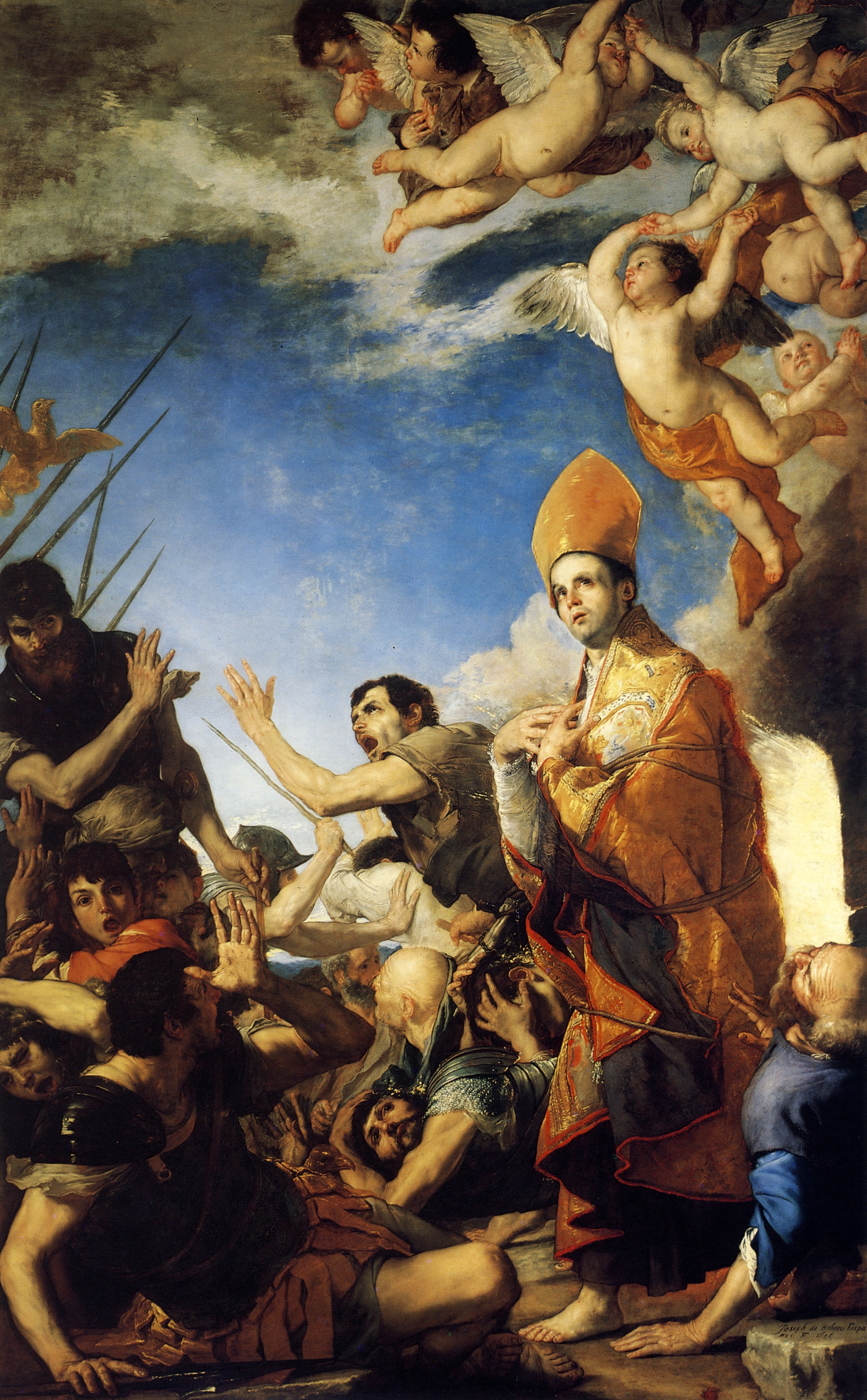
Ribera, Thánh Januarius bước ra từ lò lửa, Nhà thờ lớn Naples

Theo nhiều thánh tích học khác nhau, Januarius được sinh ra ở Benevento trong một gia đình quý tộc giàu có có nguồn gốc từ bộ lạc Caudini của người Samnites. Năm 15 tuổi, ông đã trở thành linh mục địa phương của giáo xứ Benevento, lúc đó tương đối ngoại đạo. Khi Januarius 20 tuổi, ông trở thành Giám mục của Napoli và kết bạn với Juliana xứ Nicomedia và Thánh Sossius, người mà ông đã gặp trong thời gian trở thành linh mục. Trong thời gian 1+1⁄2 năm dài của cuộc đàn áp các Kitô hữu bởi Hoàng đế Diocletian, ông đã giấu các Kitô hữu của mình và ngăn họ khỏi bị bắt. Thật không may, khi đến thăm Sossius trong tù, ông cũng bị bắt. Ông và các linh mục của mình bị kết án ném vào những con gấu hoang dã trong Nhà hát vòng tròn Flavian tại Pozzuoli, nhưng bản án đã được thay đổi do lo sợ làm náo loạn nơi công cộng, và thay vào đó họ bị chặt đầu tại miệng núi lửa Solfatara gần Pozzuoli. Cũng có thuyết nói những con thú hoang dã từ chối ăn họ, hoặc ông đã bị ném vào một cái lò lửa nhưng đã ra ngoài bình an vô sự.

### Lịch sử
Sự đề cập sớm nhất về ông được chứa trong một bức thư 432 của Uranius, giám mục của Nola, về cái chết của người thầy của mình Thánh Paulinus của Nola, trong đó nói rằng những bóng ma của Januarius và Thánh Martin đã xuất hiện trước ba ngày khi Paulinus chết vào năm 431. Về Januarius, tài liệu chỉ nói rằng ông là "giám mục đã tử vì đạo, một thành viên danh tiếng của nhà thờ Neapolitan" đã bị chặt đầu dưới thời hoàng đế Diocletian.

## Di sản

### Sự tưởng nhớ

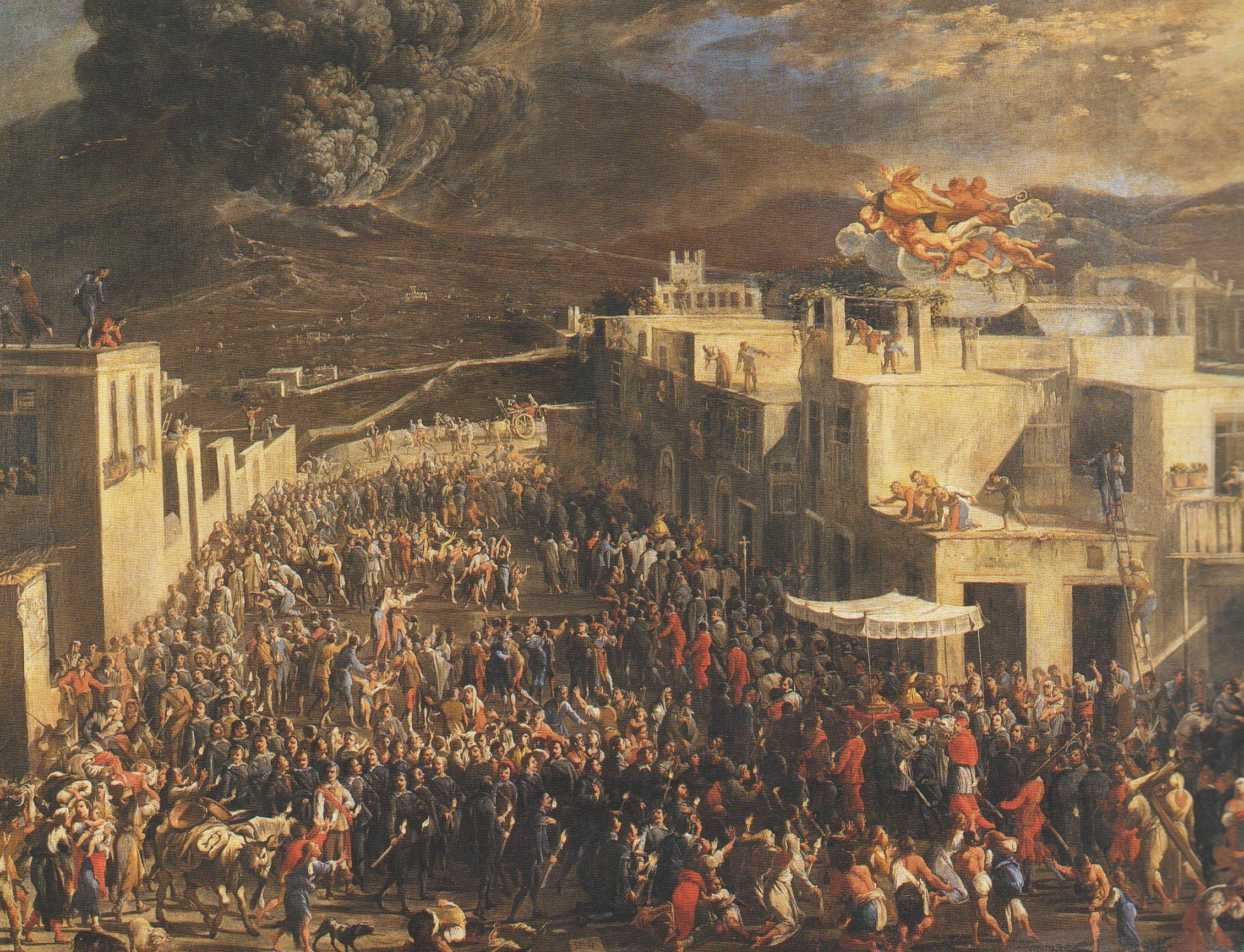
Đám rước San Gennaro ở Napoli, 1631

Lễ St Januarius hoặc San Gennaro được tổ chức vào ngày 19 tháng 9 theo lịch của Giáo hội Công giáo. Tại Nhà thờ phương Đông, nó được tổ chức vào ngày 21 tháng 4. Thành phố Naples có hơn năm mươi vị thánh bảo trợ chính thức, mặc dù vậy người bảo trợ chính của nó là Thánh Januarius.
Tại Hoa Kỳ, "Lễ hội San Gennaro" cũng là một thời điểm nổi bật trong năm của Little Italy ở New York, với bức tượng nhiều màu của vị thánh được mang qua giữa một hội chợ đường phố kéo dài.

### Di tích

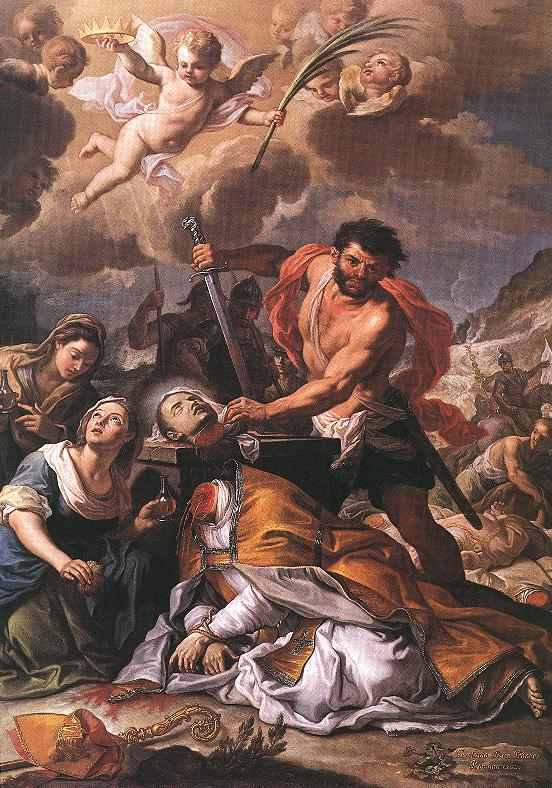
Tử đạo của Thánh Januarius bởi Girolamo Pesce

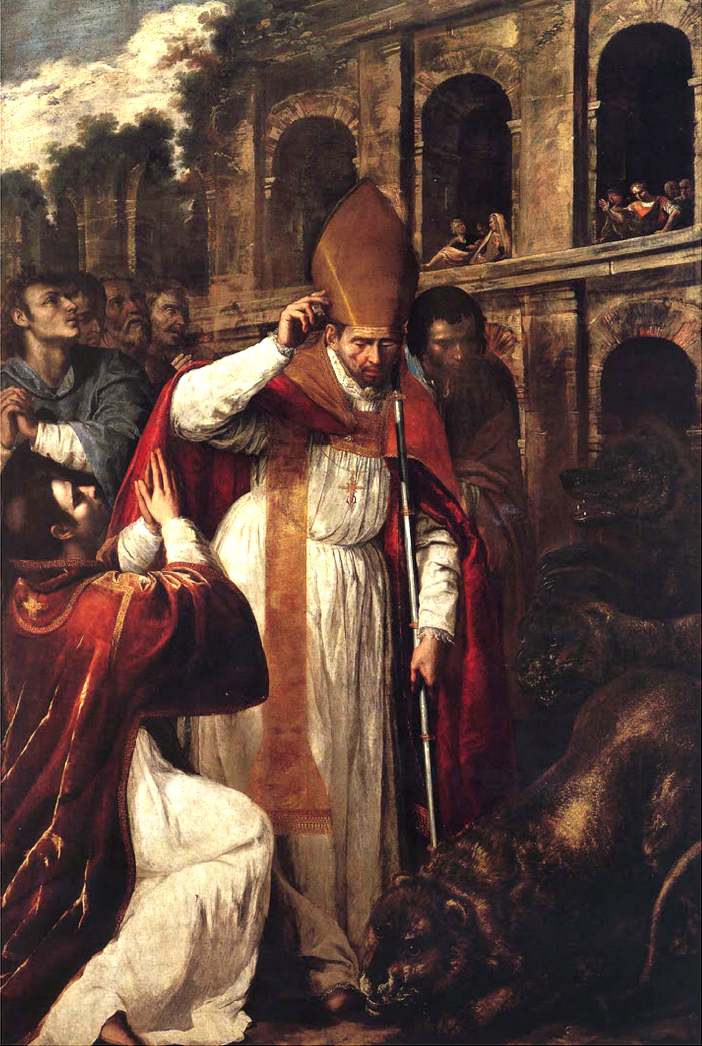
Tử đạo của Thánh Januarius, tác giả Artemisia Gentileschi (1636)

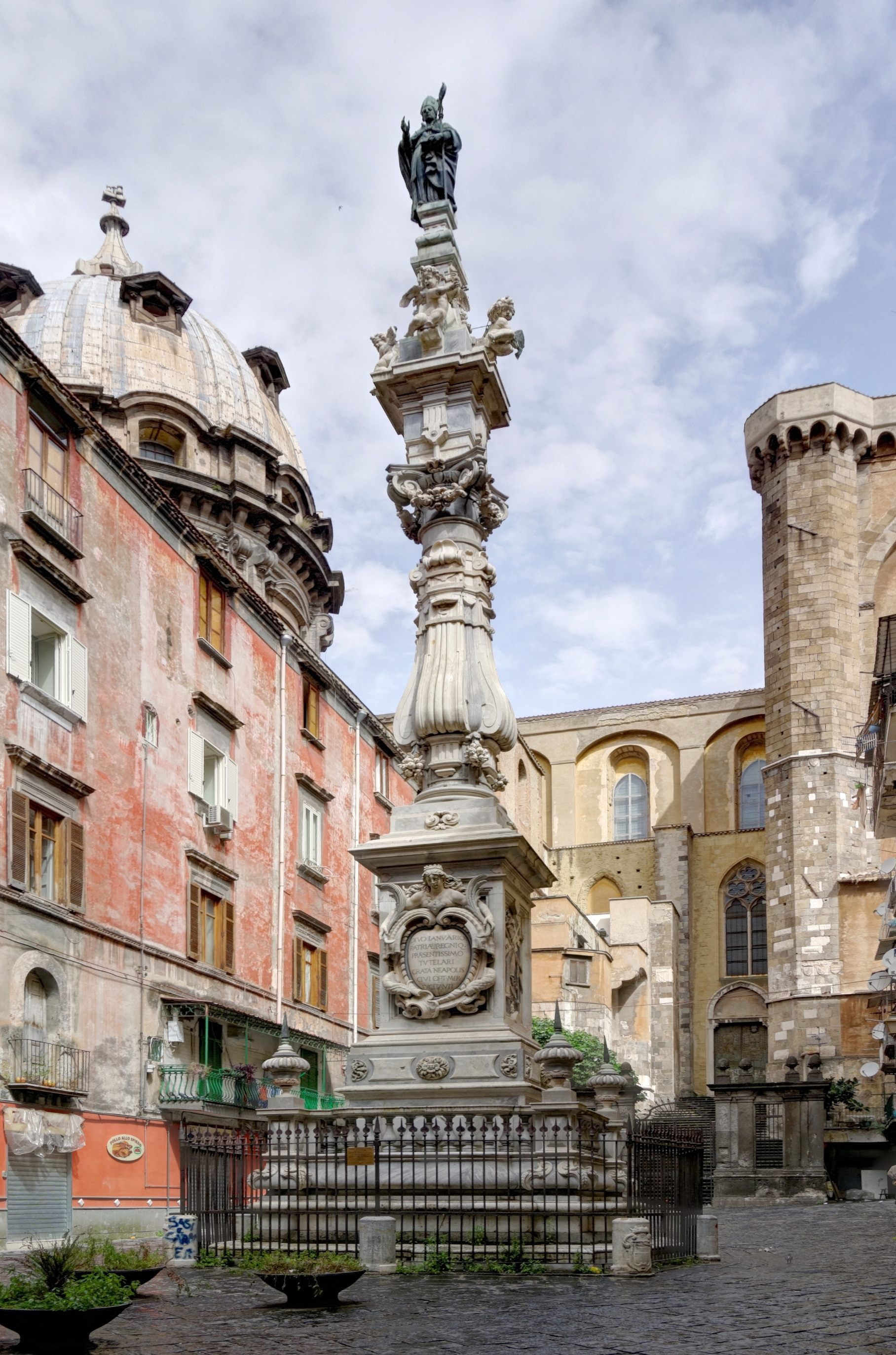
Ngọn tháp của Cattedrale di San Gennaro (Nhà thờ lớn của Napoli)

Theo một cuốn thánh tích sớm nhất, xá lợi của Januarius đã được chuyển theo lệnh của Saint Severus, Giám mục thành phố Naples, đến hầm mộ Neapolitan "bên ngoài các bức tường"(extra moenia). Cơ thể được chuyển đến Beneventum bởi Sico, hoàng tử của Benevento, với cái đầu còn lại ở Napoli. Sau đó, trong thời kỳ hỗn loạn tại thời điểm Frederick Barbarossa, cơ thể anh ta đã được di chuyển một lần nữa, lần này đến Tu viện Lãnh thổ Montevergine, nơi nó được tái phát hiện vào năm 1480.
Theo sự thúc giục của Đức Hồng Y Oliviero Carafa, thi thể của ông cuối cùng đã được chuyển đến năm 1497 tới thành phố Naples, nơi ông là vị thánh bảo trợ của thành phố. Carafa ủy thác một hầm mộ được trang trí phong phú, the Succorpo, bên dưới nhà thờ để đặt cơ thể đoàn tụ và đầu đúng cách. Succorpo được hoàn thành vào năm 1506 và được coi là một trong những di tích nổi bật của thời Phục hưng cao trong thành phố.

### Máu
Tín đồ Kitô giáo tin rằng "Chúa đã làm cho máu Thánh Januarius luôn tươi tốt và có đủ mọi đặc tính như khi Ngài còn sống." Đó là lý do vì sao dân thành Naples đã chọn ông làm thánh nhân bổn mạng của thành họ. Chiếc lọ được xem như một thánh tích nổi tiếng của Thiên Chúa giáo, đặt trang nghiêm trong nhà thờ chính tòa Naples.
Theo truyền thuyết, một phụ nữ Naples tên là Eusebia đã lưu giữ những giọt máu của ông trong lọ thủy tinh nhỏ ngay sau khi ông bị hành hình. Bề ngoài trông lọ khoảng 60ml, chứa một khối vật chất đặc khô chiếm nửa bình. Hiện tượng "máu hóa lỏng" được ghi nhận lần đầu tiên vào ngày 17 tháng 8 năm 1389.
Hàng ngàn người tập trung để chứng kiến sự kiện này tại Nhà thờ lớn Napoli ba lần một năm: vào ngày 19 tháng 9 (Ngày Thánh Januarius, kỷ niệm ngày tử đạo của ông), vào ngày 16 tháng 12 (kỷ niệm sự bảo trợ của ông ở Napoli và tổng giáo phận) và vào thứ bảy trước chủ nhật đầu tiên của tháng năm (kỷ niệm ngày thống nhất các thánh tích của ông).

### Hiện tượng máu hóa lỏng

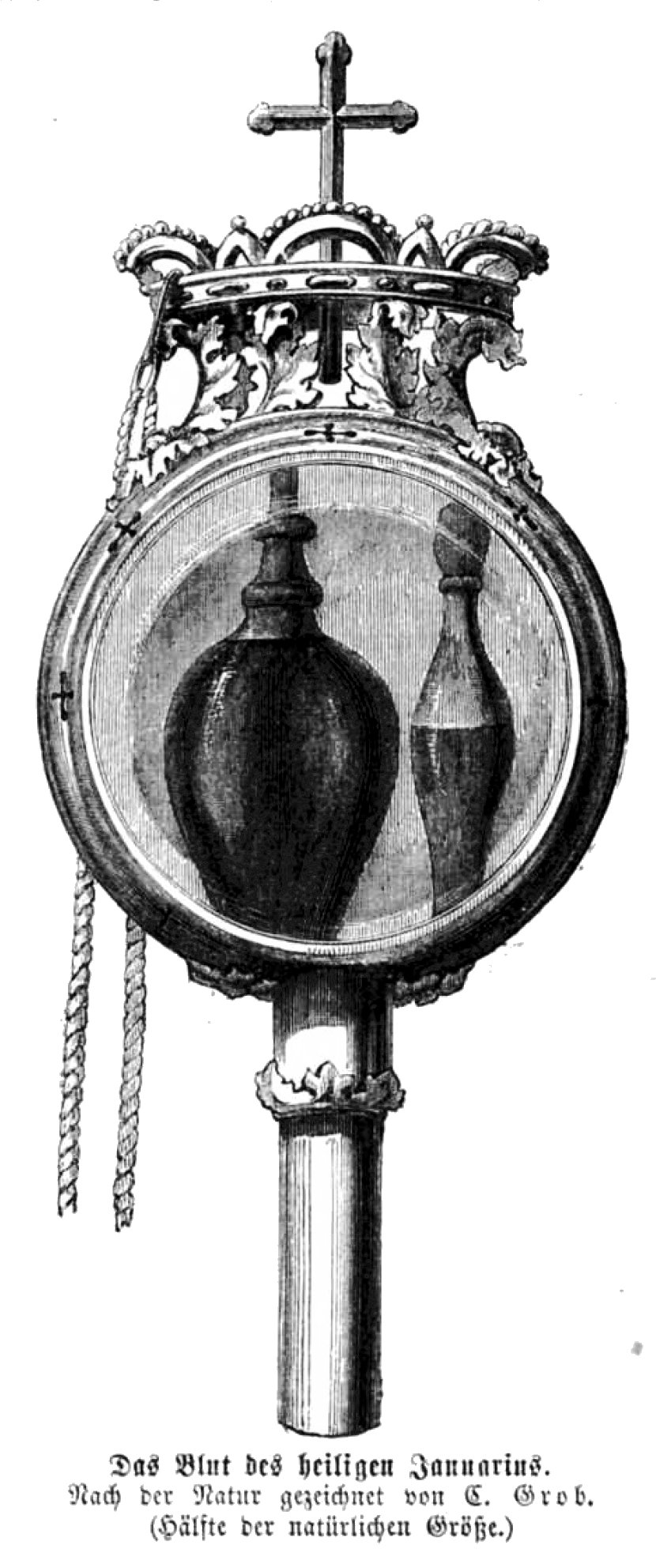
Bản vẽ thánh tích chứa hai ống được cho là chứa máu của Januarius

Máu được lưu trữ trong hai ống nhỏ bịt kín, được bảo quản từ thế kỷ 17 trong một thánh tích bằng bạc giữa hai tấm kính tròn rộng khoảng 12 cm. Các ống nhỏ hơn (có dạng hình trụ) chỉ chứa một vài đốm đỏ trên mặt của nó, phần lớn được cho là đã được gỡ bỏ và đưa đến Tây Ban Nha bởi Carlos III. Các ống lớn hơn, có dung tích khoảng 60 ml và hình quả hạnh, chứa khoảng 60% chứa một chất màu đỏ sẫm. Các thánh tích riêng biệt giữ các mảnh xương được cho là của Thánh Januarius.
Trong phần lớn thời gian lịch sử, các ống máu được giữ trong một kho bạc ngân hàng, chìa khóa được giữ bởi một ủy ban của các danh nhân địa phương, bao gồm cả thị trưởng thành phố Naples; trong khi thi hài được lưu giữ trong một hầm mộ dưới bàn thờ chính của nhà thờ lớn Naples. Vào những ngày lễ, tất cả các thánh tích này được rước từ nhà thờ đến Tu viện Santa Chiara, nơi Đức Tổng Giám mục cầm thánh tích lên và nghiêng nó để cho thấy máu đang ở dạng chất rắn, và đặt nó trên bàn thờ cao bên cạnh thánh các di tích khác. Sau những lời cầu nguyện mãnh liệt của các tín hữu, bao gồm cả cái gọi là "họ hàng của Thánh Januarius" (Parenti di San Gennaro), máu của lọ lớn hơn thường hóa lỏng. Tổng giám mục sau đó cầm lọ chứa máu lên và nghiêng nó một lần nữa để chứng minh rằng hiện tượng hóa lỏng đã diễn ra. Thông báo về việc hóa lỏng được chào đón bằng một khẩu súng 21 phát tại thánh đường Nuovo vào thế kỷ 13. Các ống vẫn được trưng bày trên bàn thờ trong tám ngày, trong khi các linh mục di chuyển hoặc xoay chúng định kỳ để cho thấy rằng các ống máu vẫn ở dạng lỏng. Ngài Francis Ronalds đưa ra một mô tả chi tiết về hiện tượng vào tháng 5 năm 1819 trong tạp chí du lịch của mình.
Việc hóa lỏng đôi khi diễn ra gần như ngay lập tức, nhưng có thể mất hàng giờ hoặc thậm chí vài ngày. Các tài liệu lưu tại Duomo nói rằng trong những trường hợp hiếm hoi, máu không thể hóa lỏng, được tìm thấy đã hóa lỏng khi các ống được lấy ra từ két, hoặc hóa lỏng vào những ngày thông thường.

### Nghiên cứu khoa học
Mặc dù Giáo hội Công giáo luôn ủng hộ các lễ kỷ niệm, nhưng họ chưa bao giờ đưa ra một tuyên bố chính thức về hiện tượng này và duy trì lập trường trung lập về các cuộc điều tra khoa học. Họ không cho phép mở lọ, vì sợ rằng làm như vậy có thể gây ra thiệt hại không thể khắc phục. Năm 1902, khoa học chính thức vào cuộc nghiên cứu những điều kỳ lạ xảy ra với lọ máu thánh. Họ dùng máy đo quang phổ để xác thực liệu khối chất lỏng trong lọ có phải là máu thực hay không. Năm 1989, một cuộc nghiên cứu khác lại diễn ra. Cả hai lần đều xác nhận dấu vết của hemoglobin bên trong và có đầy đủ tính chất của máu người.
Các phép đo được thực hiện vào năm 1900 và 1904 cho rằng trọng lượng của ống tăng tới 28 gram trong quá trình hóa lỏng. Tuy nhiên, các phép đo sau này với số dư chính xác, được thực hiện trong 5 năm, không phát hiện ra bất kỳ biến thể nào.

### Bảo tàng Kho báu Thánh Januarius
Kho báu của St Januarius bao gồm các tác phẩm và quyên góp tuyệt vời được thu thập trong bảy thế kỷ của các giáo hoàng, vua, hoàng đế, người nổi tiếng và người thường. Theo các nghiên cứu được thực hiện bởi một nhóm các chuyên gia đã phân tích tất cả các phần của bộ sưu tập, Kho báu của St Januarius thậm chí còn phong phú hơn vương miện của Nữ hoàng Elizabeth II của Vương quốc Anh và Czars của Nga. The Treasure là một bộ sưu tập độc đáo của các kiệt tác nghệ thuật, không bị ảnh hưởng nhờ sự suy thoái của Nhà nguyện St Januarius, một tổ chức thế tục cổ được thành lập năm 1527 bởi một cuộc bỏ phiếu của thành phố Naples, vẫn còn tồn tại. Ngày nay, Kho báu được trưng bày trong Bảo tàng Kho báu St Januarius, có lối vào nằm ở phía bên phải của Mái vòm của thành phố Naples, dưới các cung điện. Bằng cách tham quan Bảo tàng, bạn có thể tham quan Nhà nguyện Thánh Gennaro ngay cả trong giờ đóng cửa của Nhà thờ.

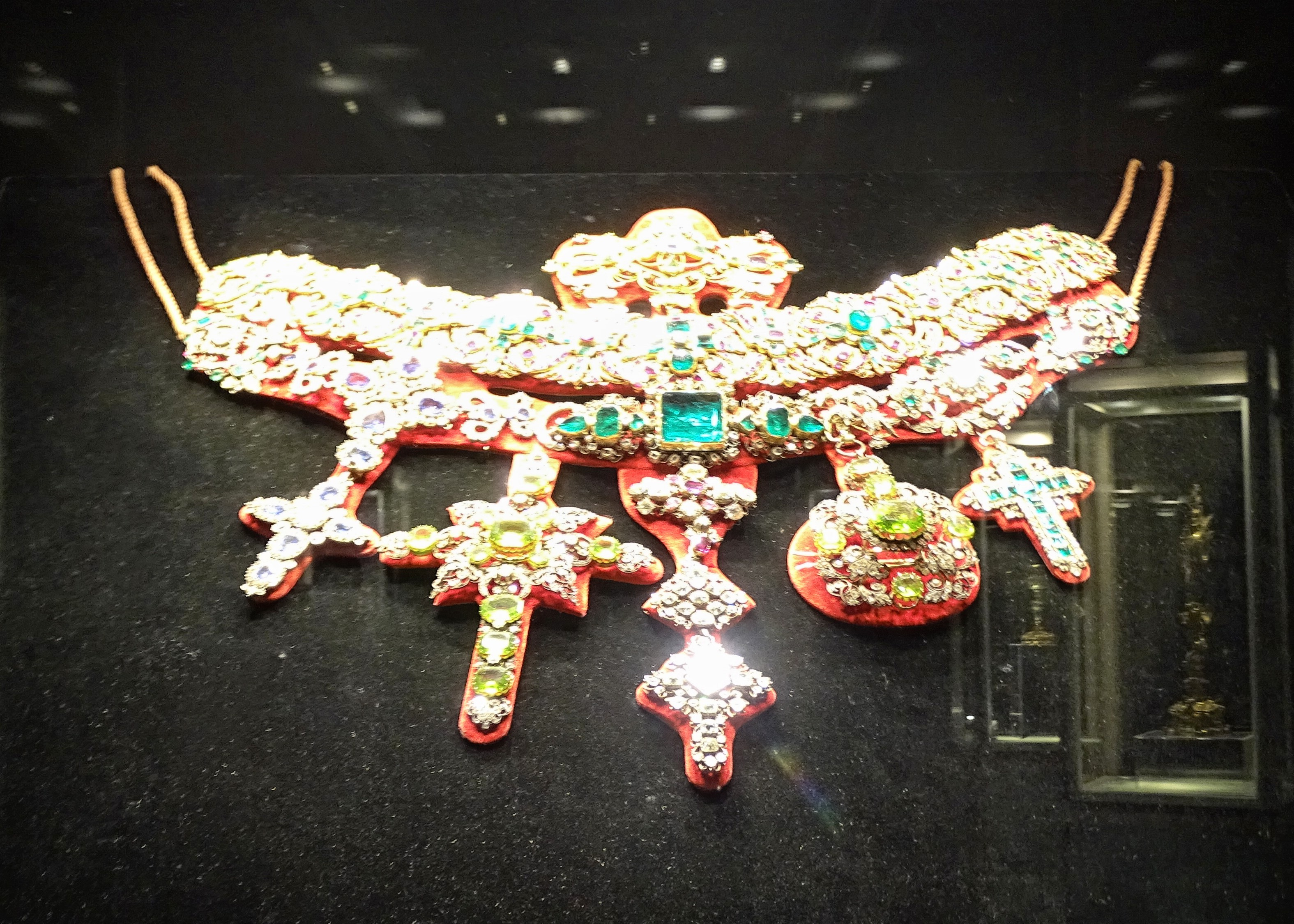
Michele Dato, Vòng cổ của Thánh Januarius, 1679.
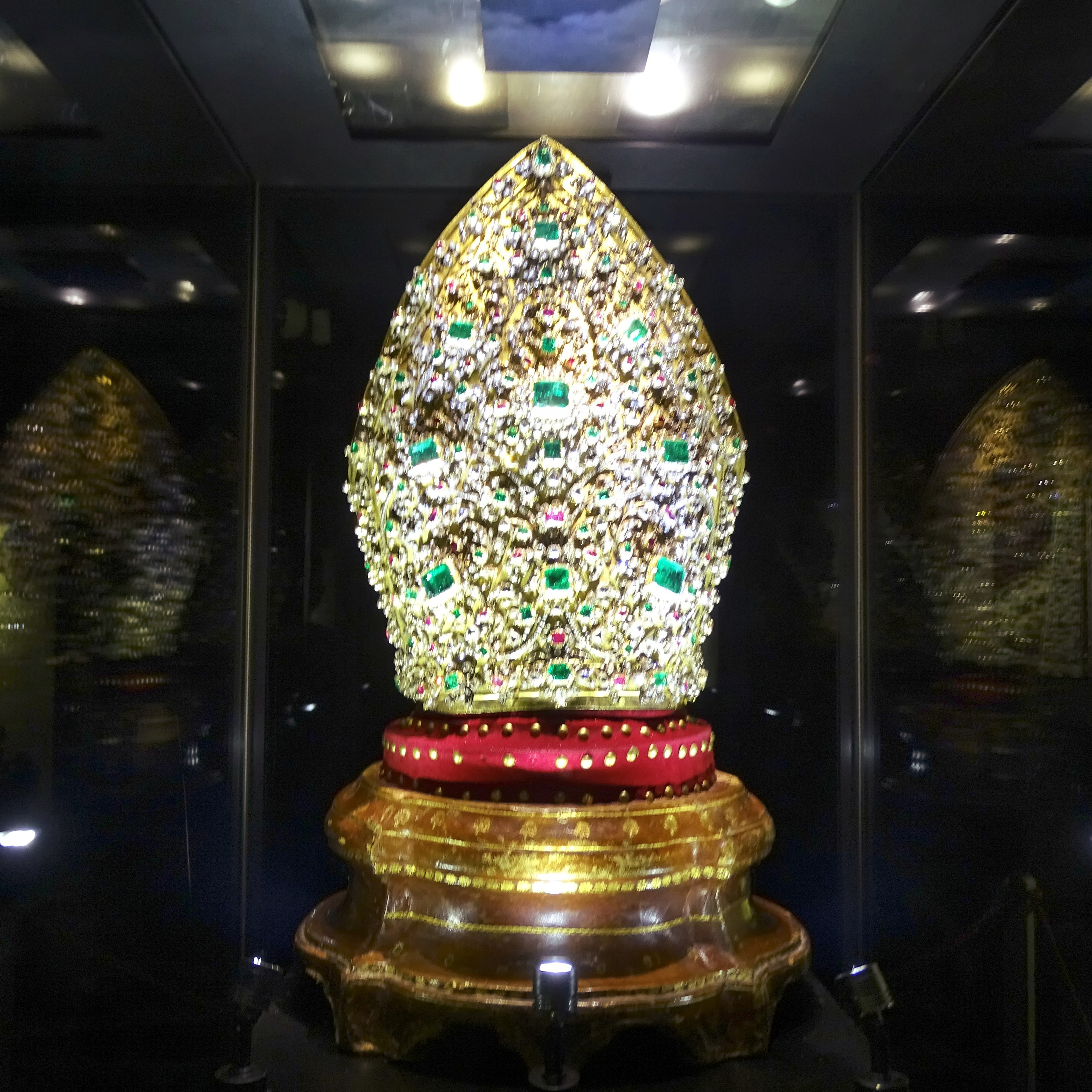
Matteo Treglia, Mũ giám mục của Thánh Januarius, 1713.